# Na Poříčí
Na Poříčí (německy Poritsch) je ulice na Novém Městě v Praze, která začíná na náměstí Republiky a končí na ulici Ke Štvanici. Z jihu do ní ústí ulice Havlíčkova a Na Florenci a ze severu ulice Zlatnická, Biskupská a Těšnov. Po ulici vede obousměrná tramvajová trať.

## Historie a názvy
Ulice patří k nejstarším komunikacím, spojujícím Prahu s východními předměstími, silnice k Vysočanům a Hloubětínu. Její název je pomístní, je odvozen od pobřeží Vltavy a na něm situované středověké osady Poříčí, o které je první písemný záznam z roku 993. 
Ve 14. století tvořily dnešní ulici Na Poříčí dvě části – u Náměstí Republiky to byla ulice Slaměná a druhá část se nazývala Šilinkova podle rodiny novoměstského rychtáře Františka Šilinka. Od 2. poloviny 19. století se ulice nazývala "Poříčská" a od roku 1894 má současný název Na Poříčí, hovorově se nazývala Poříč.

## Významné budovy a místa

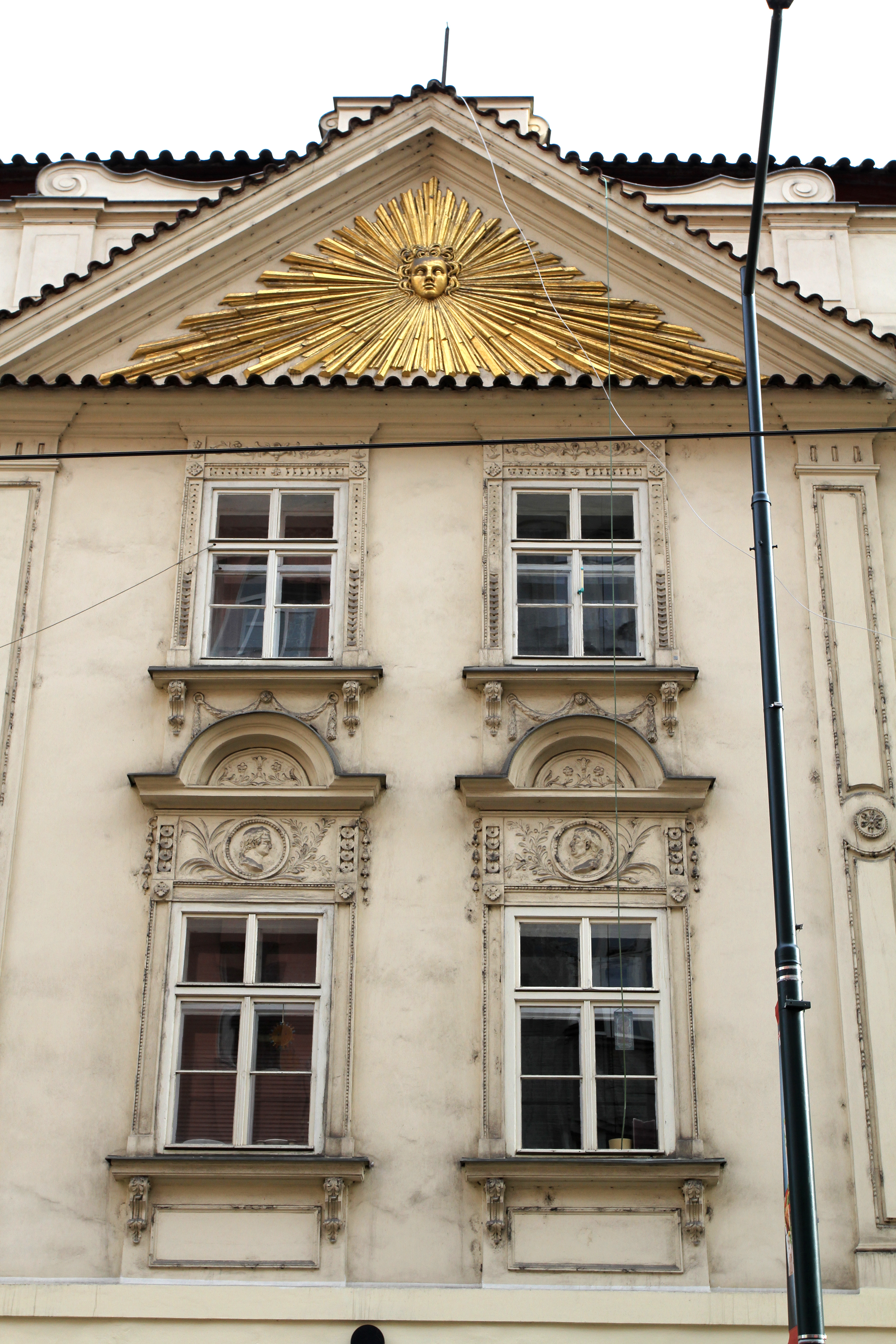
Štít domu U zlatého slunce, Na Poříčí 22

- Kapucínský hospic u sv. Josefa  čp. 1077/II – Na Poříčí 1 / Nám. Republiky 2, barokní budova (součást bývalého kapucínského kláštera) přestavěná v klasicistním stylu roku 1795 a 1833
- Dům čp. 1078/II – Na Poříčí 3, bývalé stáje kasáren, tudorovská gotika, kolem 1861; nyní součást obchodního domu Palladium
- Dělnická úrazová pojišťovna pro Království české čp. 1075/II – Na Poříčí 7, novorenesanční dům s kupolí, z roku 1894, architekt Alfons Wertmüller, počátkem 20. století zde byl zaměstnán Franz Kafka
- Hotel Atlantik čp. 1074/II – Na Poříčí 9, klasicistní budovu s novorokokovými detaily navrhl Johann Heinrich Frenzel roku 1844
- Palác YMCA čp. 1041/II – Na Poříčí 12, dílo ve stylu purismu z 20. let 20. století navrhl architekt Eduard Hnilička, součást Pražské památkové rezervace[3]
- Hotel Imperial čp.1072/II – Na Poříčí 15, pětihvězdičkový hotel postavený podle plánů Jaroslava Benedikta v letech 1913–1914,[4] plastiky v interiéru Josef Drahoňovský
- Rohový nájemní dům čp. 1682 – Na Poříčí 18 a Havlíčkova 15, nárožní dům postavený v letech 1885–1886 podle plánů architekta Antonína Wiehla a Karla Gemperleho
- Nárožní dům U Volavků (U Žežulů) čp. 1044/II – Na Poříčí 20/ Havlíčkova 8, na místě 3 gotických domů postaven barokní objekt, v klasicismu upravil fasády Josef Maličký
- Dům U Zlatého slunce čp. 1045/II – Na Poříčí 22, zčásti barokní a v průčelí klasicistní dům na místě dvou domů gotických[5]
- Obchodní dům Bílá labuť čp. 1068/II – Na Poříčí 23, funkcionalistická budova z let 1937–1939,  architekti Josef Kittrich a Josef Hrubý, při otevření v roce 1939 označen jako největší a nejmodernější obchodní dům ve střední Evropě[6]
- Pivovar a restaurace U Rozvařilů čp. 1047– Na Poříčí 26, funkcionalistický průchodní dům z let 1937–1939, architekt František Marek, v přízemí a suterénu divadelní sál U Rozvařilů, kde dříve sídlilo studio D 34 a Divadlo E. F. Buriana,[7] nyní zde sídlí Divadlo Archa, divadelní kavárna, Starbucks Coffee a prodejna hodinek HTC
- Legiobanka čp. 1046/II – Na Poříčí 24, nyní Palác Archa, budova postavena v letech 1937–1939, projektant Josef Gočár, nyní zde sídlí Československá obchodní banka a Bohemia Energy
- Hotel Harmony čp. 1064 – Na Poříčí 31, postaven na místě nedokončeného obchodního domu zříceného 9. října 1928.
- Biskupský dvůr čp.1062/II – Na Poříčí 35, nejstarší lokalita této ulice:[zdroj?] středověký Špitálský dvůr křižovníků s červenou hvězdou, původně opevněné středověké hradiště ze 2. čtvrtiny 13. století, stávající klasicistní nájemní dům je novostavba z roku 1846, architekt Josef Brenn.
- Dvojdům rodiny Bohumila Bondyho čp. 1933/II a 1934/II – Na Poříčí 36–38, novorenesanční stavba, projekt firma František Heberle a syn z let 1893–1894; železnými vraty a mřížemi domy vybavila Bondyho firma,[8] v průjezdu štukové emblémy s monogramem stavebníka
- Hotel Axa čp. 1051/II – Na Poříčí 40, funkcionalistická budova hotelu s kavárnou a bazénem od Václava Pilce z let 1930–1932
- Kindlův dům čp. 1059/II – Na Poříčí 43, novorenesanční nárožní dům s bustami architektů a kupolí, architekt František Kindl (vlastní dům), na fasádě ve 4. patře 15 bust osobností stavitelství a architektury (Bohuslav Schnirch); 1891–1892[9]

## Galerie

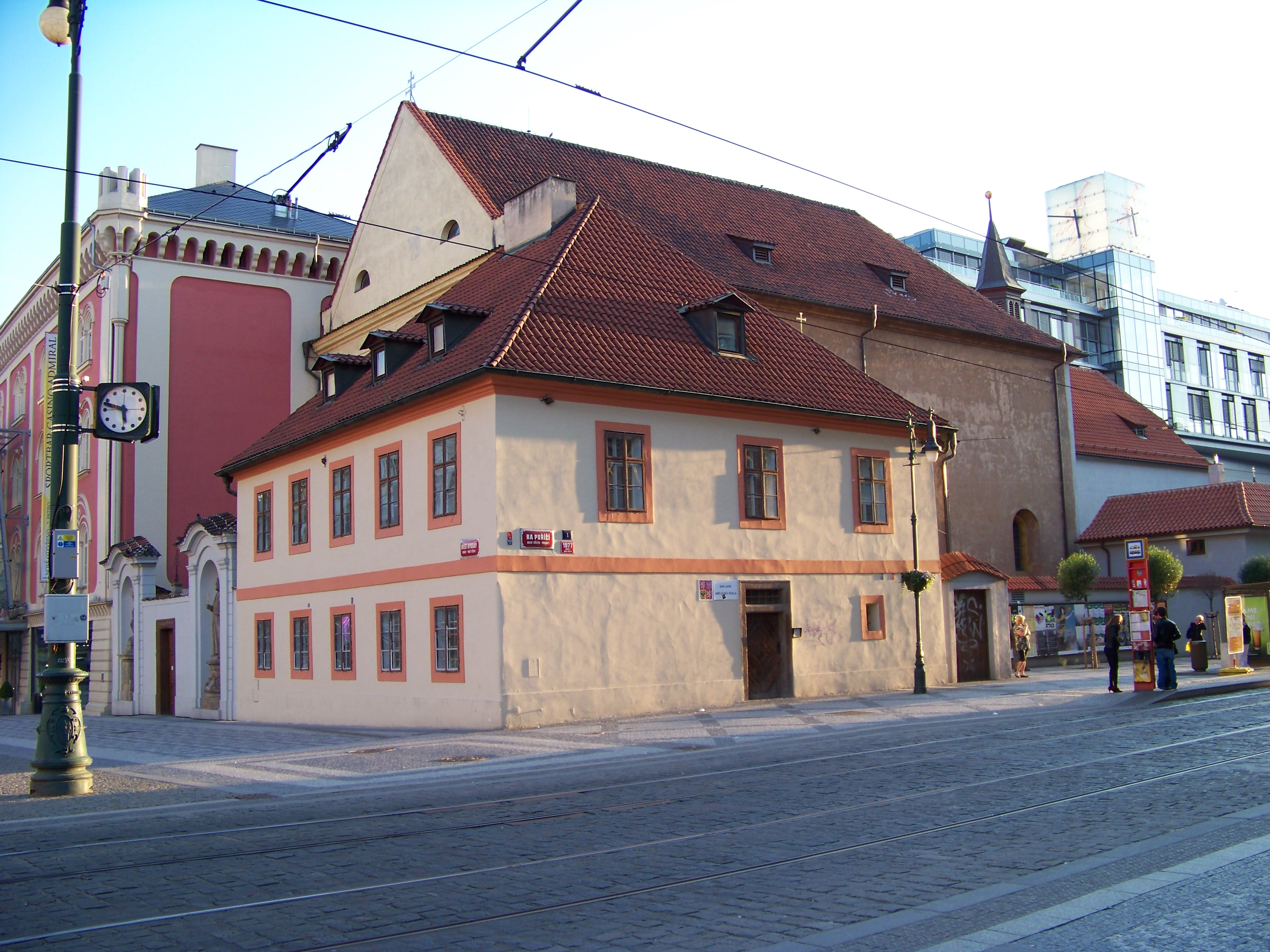
Kapucínský hospic
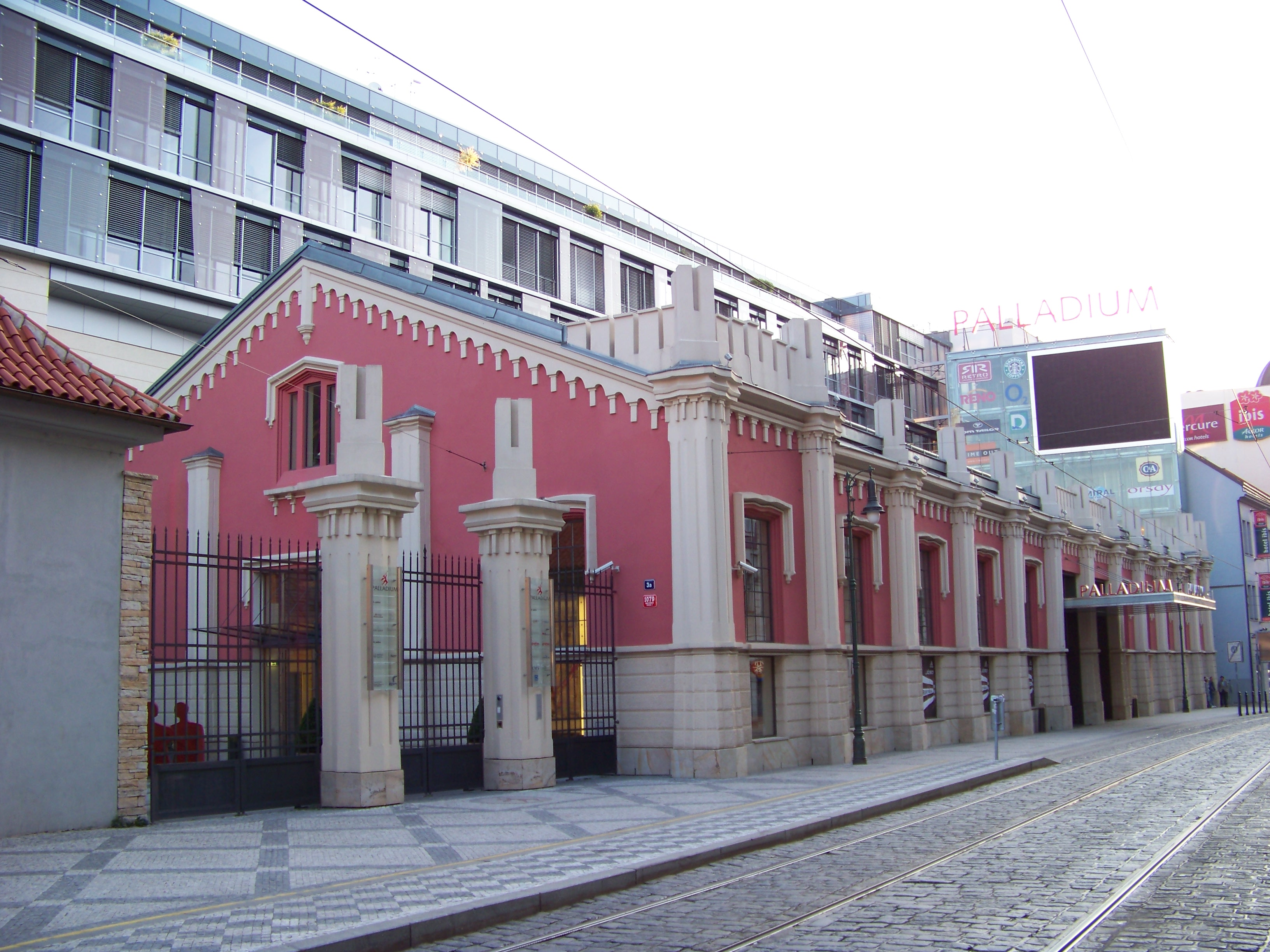
Konírna kasáren
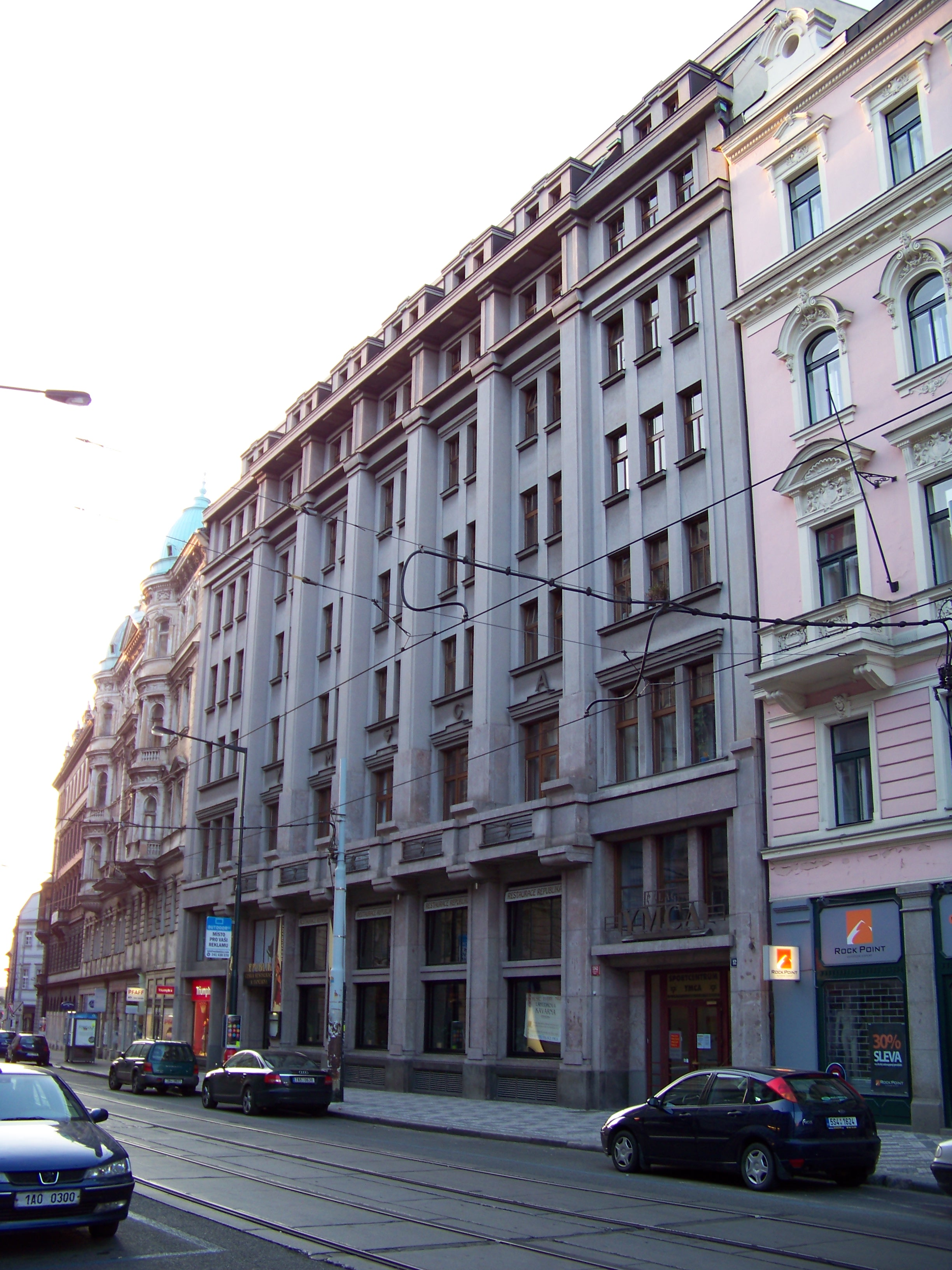
Dům YMCA
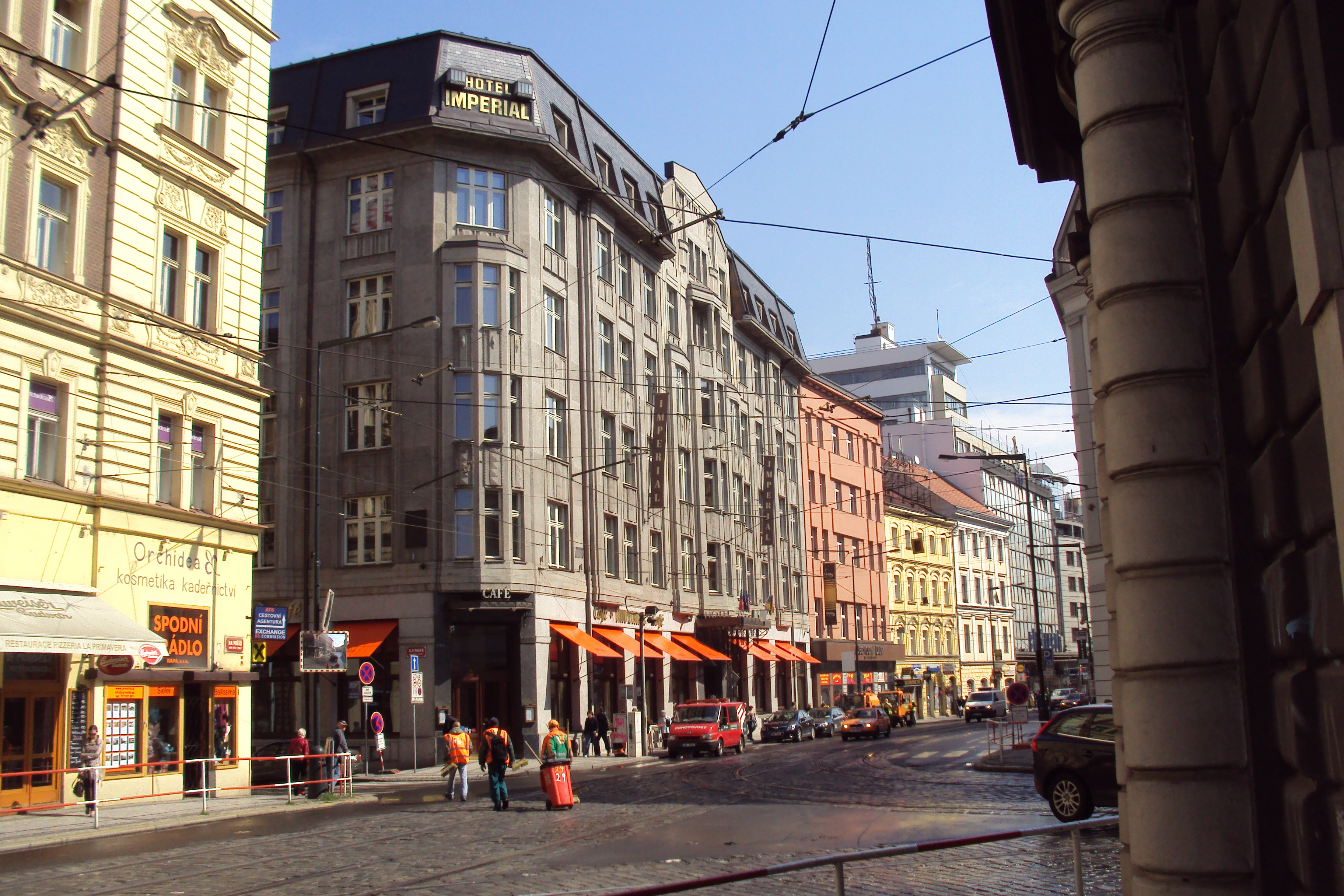
Hotel Imperial
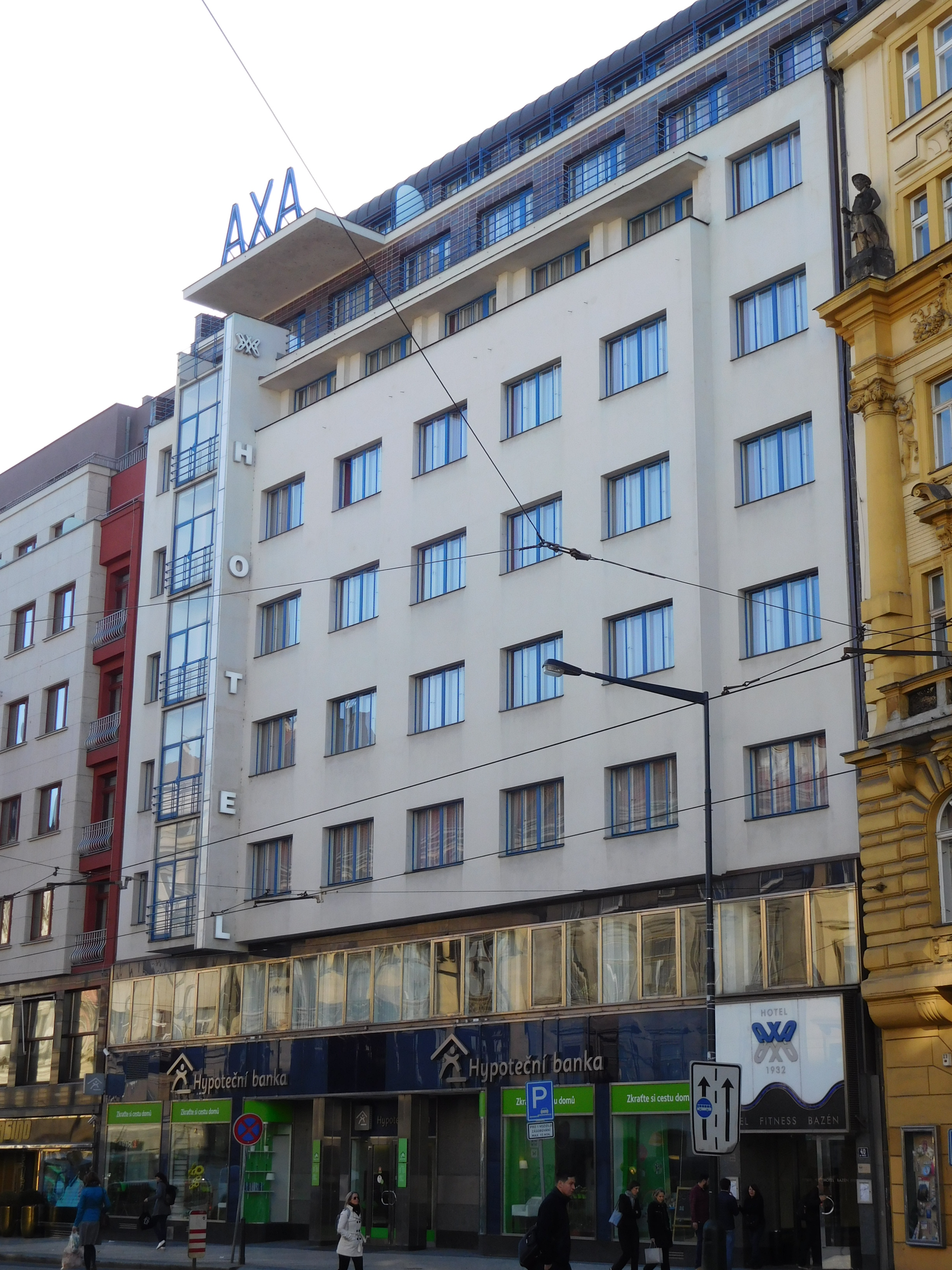
Hotel AXA
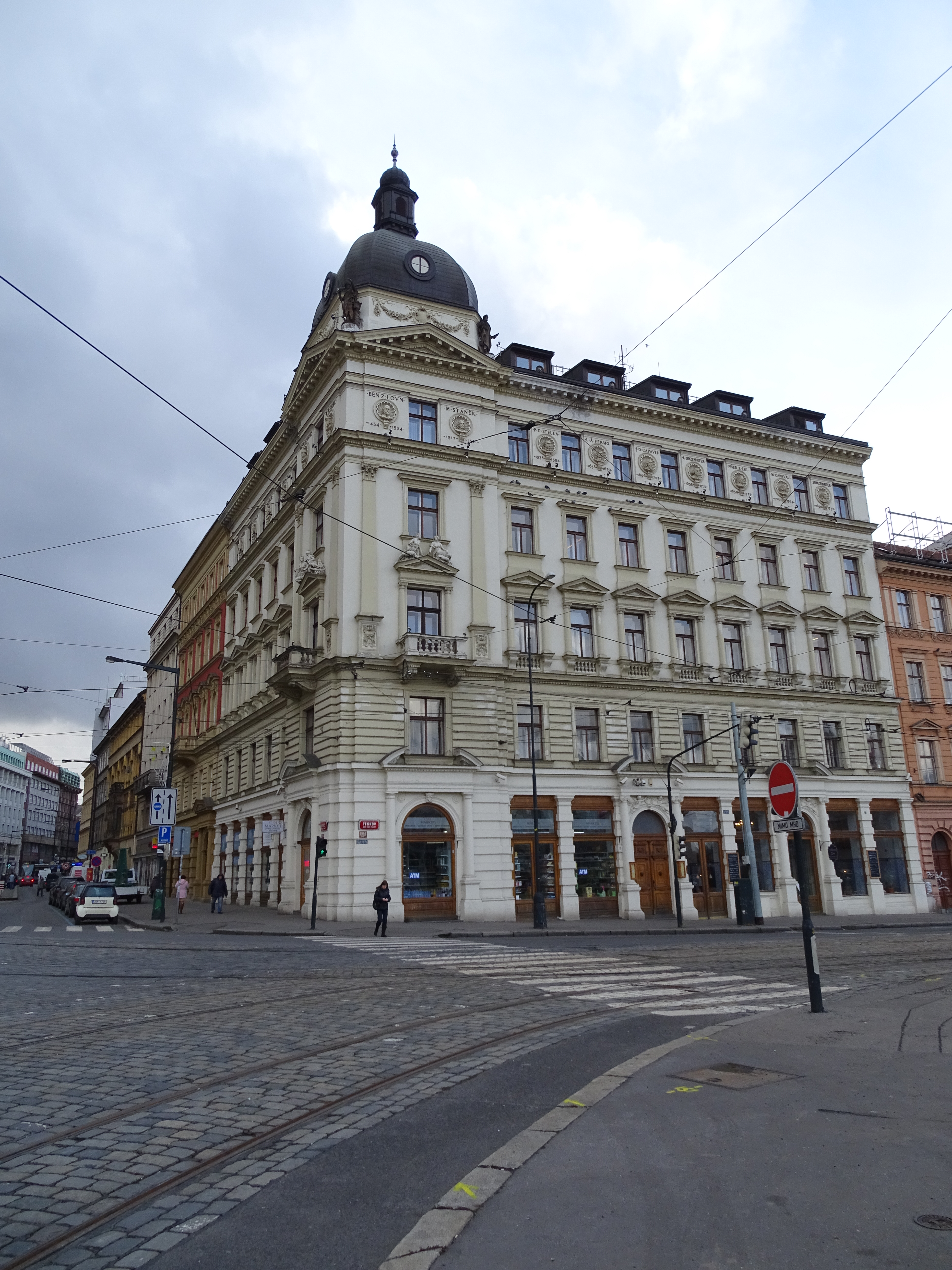
Dům s bustami architektů, Na Poříčí 43
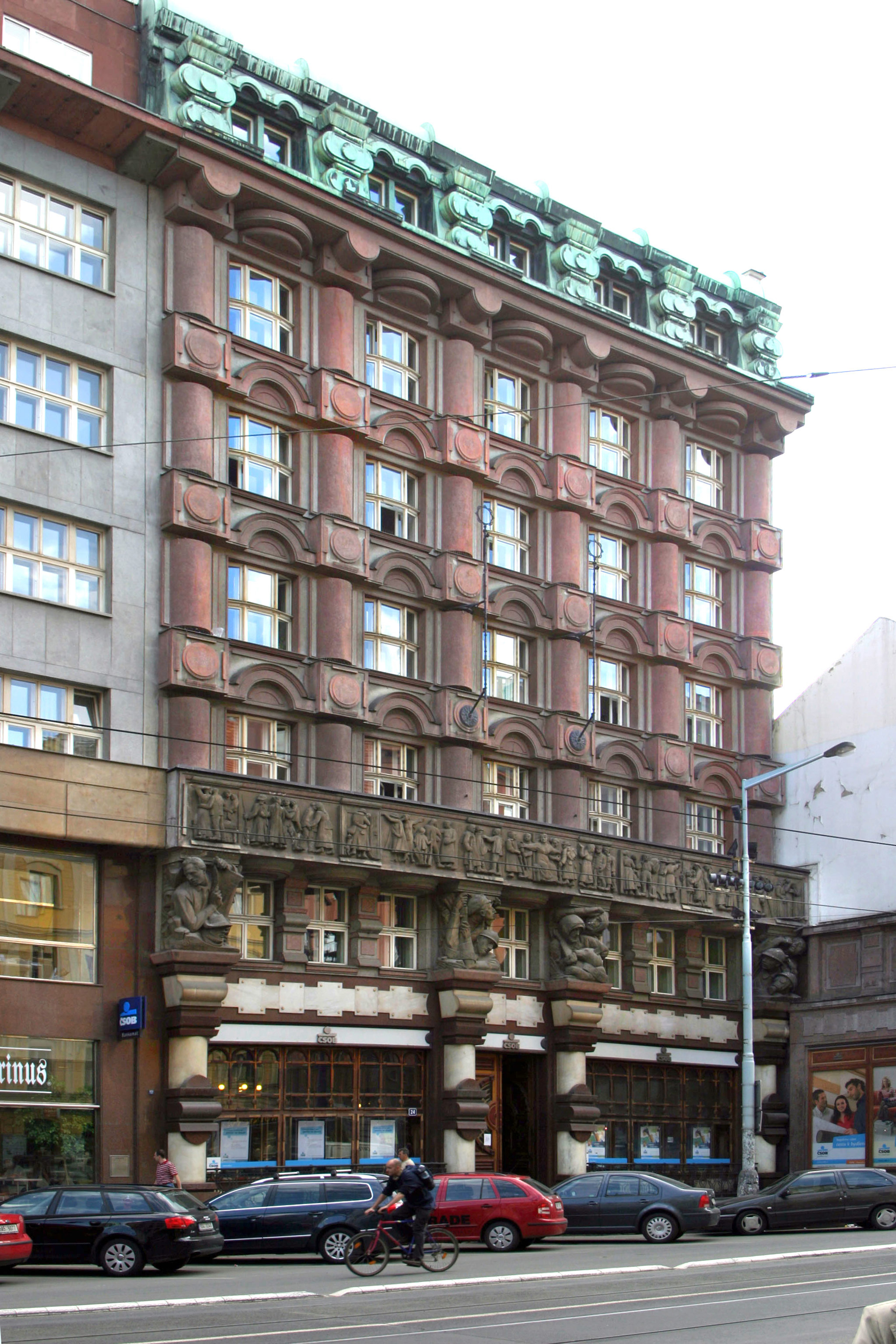
Legiobanka
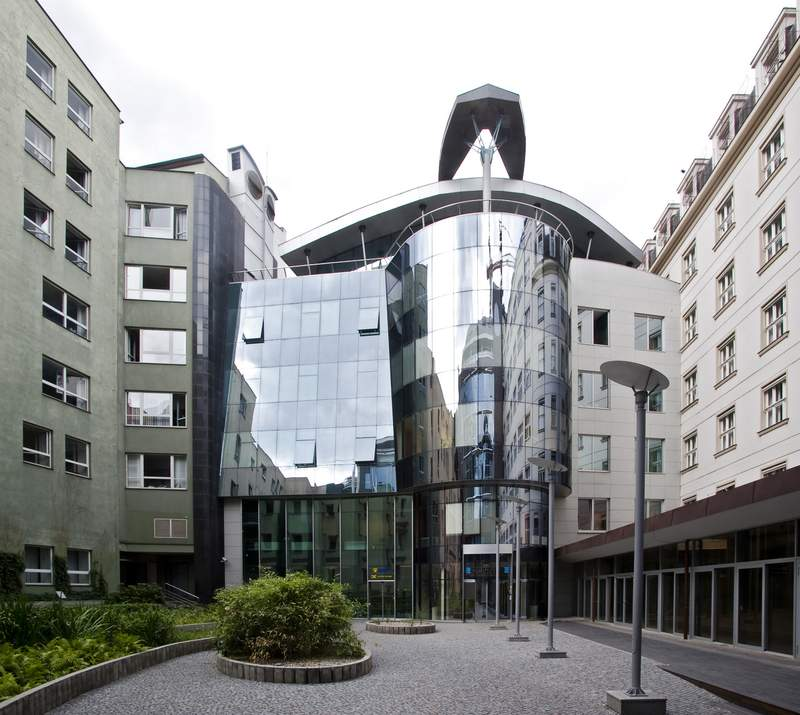
Vestavba ve dvoře Legiobanky